# Narodowy rezerwat przyrody Radhošť
Narodowy rezerwat przyrody Radhošť (cz. národní přírodní rezervace Radhošť) – narodowy rezerwat przyrody na terenie Czech, w kraju morawsko-śląskim, w granicach gminy Trojanovice w powiecie Nowy Jiczyn. Obejmuje północne stoki góry Radhošť w Beskidzie Morawsko-Śląskim, na wysokości od 660 do 1120 m n.p.m. Zajmuje 144,93 ha powierzchni w granicach CHKO Beskidy. Jako rezerwat powstał w 1955, w 1989 przekształcony w narodowy rezerwat przyrody.